# پروپیونیک انیدرید
پروپیونیک انیدرید (به انگلیسی: Propionic anhydride) با فرمول شیمیایی C۶H۱۰O۳ یک ترکیب شیمیایی است. که جرم مولی آن ۱۳۰٫۱۴ g/mol می‌باشد. شکل ظاهری این ترکیب، مایع شفاف است.